# Drogomyśl (przystanek kolejowy)
Drogomyśl – przystanek kolejowy w Drogomyślu, w województwie śląskim, w Polsce. Znajduje się na wysokości 261 m n.p.m.

## Ruch pasażerski
| Rok  | Wymiana pasażerska na dobę |
| ---- | -------------------------- |
| 2017 | 0-9                        |
| 2022 | 0-9                        |

## Historia
Przystanek kolejowy w Drogomyślu został otwarty w 1855 roku na odcinku Bogumin - Dziedzice austriackiej Kolei Północnej. Wybudowano na peronie południowym budynek z muru pruskiego. Dojście zapewniają schody oraz przejście pomiędzy peronami umożliwia pobliski przepust dla rzeczki. Kasa biletowa funkcjonowała do 1980 roku. Na południowym peronie zlokalizowano budynek. Przystanek jest wykorzystywany przez spółkę Koleje Śląskie od 9 grudnia 2012, kiedy spółka ta przejęła obsługę kierunku od Przewozów Regionalnych.
W ramach bitwy pod Skoczowem wojny polsko-czechosłowackiej 30 stycznia 1919 trwały zacięte walki o zdobycie położonego w pobliżu przystanku mostu kolejowego w Drogomyślu, będącego na najkrótszej trasie z Cieszyna do Dziedzic. Tego dnia stacjonujący w Chybiu pociąg pancerny Hallerczyk ruszył w stronę Drogomyśla i brał udział w ostrzelaniu wojsk czechosłowackich w Pruchnej, po czym stacjonował na drogomyskim przystanku